# The Blues Brothers: Music from the Soundtrack
Albums de The Blues Brothers
Briefcase Full of Blues
(1978) Made in America
(1980)
Singles
The Blues Brothers: Music from the Soundtrack est le second album des Blues Brothers, sorti le 20 juin 1980. Il constitue la bande originale du film Les Blues Brothers de John Landis sorti la même année.

## Liste des titres
| No  | Titre                                  | Auteur                                  | Interprète(s) | Durée |
| --- | -------------------------------------- | --------------------------------------- | --- | ----- |
| 1.  | She Caught the Katy                    | Taj Mahal, Rachell                      | The Blues Brothers avec Jake Blues au chant                                                                             | 4:10  |
| 2.  | Peter Gunn Theme                       | Mancini                                 | The Blues Brothers Band                                                                                                 | 3:46  |
| 3.  | Gimme Some Lovin'                      | S. Winwood, Muff Winwood, Davis         | The Blues Brothers avec Jake Blues au chant                                                                             | 3:06  |
| 4.  | Shake a Tail Feather                   | Otis Hayes, Andre Williams, Verlie Rice | Ray Charles avec The Blues Brothers (Jake et Elwood aux chœurs)                                                         | 2:48  |
| 5.  | Everybody Needs Somebody to Love       | Wexler, Berns, Burke                    | The Blues Brothers (Jake Blues, chant ; Elwood Blues, harmonica et chœur)                                               | 3:21  |
| 6.  | The Old Landmark                       | Brunner                                 | James Brown et le révérend James Cleveland, chœur                                                                       | 2:56  |
| 7.  | Think                                  | White, Franklin                         | Aretha Franklin et the Blues Brothers avec Brenda Corbett, Margaret Branch, Carolyn Franklin, Jake et Elwood aux chœurs | 3:13  |
| 8.  | Rawhide (song) (en)                    | Tiomkin                                 | Elwood et Jake et the Blues Brothers Band                                                                               | 2:37  |
| 9.  | Minnie the Moocher                     | Calloway, Irving Mills                  | Cab Calloway et the Blues Brothers Band                                                                                 | 3:23  |
| 10. | Sweet Home Chicago (dédié à Magic Sam) | Robert Johnson                          | The Blues Brothers | 7:48  |
| 11. | Jailhouse Rock                         | Leiber, Stoller                         | Jake Blues et the Blues Brothers                                                                                        | 3:19  |